# ماری فهل
ماری فهل (متولد مری فالدرمایر، ۱ ژوئیه ۱۹۵۸) یک خواننده، ترانه‌سرا و بازیگر آمریکایی است که برای همکاری با پروژه اکتبر در اواسط دهه ۱۹۹۰ شناخته شده‌است.
مری فال در ژوئیه ۱۹۵۸ مری فالدرمایر در شهرستان راکلند، نیویورک به دنیا آمد. او در یک خانواده بزرگ ایرلندی / آلمانی در استونی پوینت، نیویورک بزرگ شد. فهل اولین استودیوی ضبط موقت خود را در حمام خانه تشکیل داد. او در دبیرستان آلبرتوس مگنوس تحصیل کرد و از دبیرستان نورث راکلند فارغ‌التحصیل شد. او بعدها برای مطالعه ادبیات قرون وسطی به دانشگاه مک گیل رفت.
فهل در حال حاضر در ایستون، پنسیلوانیا زندگی می‌کند و با اقیانوس‌شناس و زیست‌شناس دریایی ریچارد آ. لوتز ازدواج کرده‌است.